# 오비 파월 오비나
오비 파월 오비나(일본어: オビ・パウエル・オビンナ, 1997년 12월 18일~)는 일본의 축구 선수이다.

## 구단 경력
2020년 J1리그의 요코하마 F. 마리노스에 입단하였다. 2020년과2021년 J2리그의 도치기 SC로 임대 이적했다. 2024년 J1리그의 비셀 고베로 이적했다.

## 국가대표팀 경력
그는 2018년 아시안 게임에 참가할 일본 U-23 국가대표팀에 발탁되었으며, 은메달 획득에 기여했다.